# Росс, Роберт (политолог)
Роберт Росс (Robert S. Ross; род. 9 апреля 1954) — американский политолог, китаевед.
Доктор философии (1984), профессор Бостонского колледжа, ассоциат и член исполнительного совета Центра китайских исследований им. Фэрбэнка (John King Fairbank Center for Chinese Studies) при Гарвардском университете. Автор многих работ по китайско-американским отношениям.
Окончил Университет Тафтса (бакалавр). В Колумбийском университете получил две магистреских степени — M.A. и M.Phil., а также степень доктора философии по политологии (1984). Преподавал в последнем и в Вашингтонском университете. В 1989 году приглашенный научный сотрудник в Брукингском институте в Вашингтоне. В 1994—1995 годах профессор им. Фулбрайта в Chinese Foreign Affairs College.
В 2007—2016 годах адъюнкт-профессор Norwegian Institute for Defence Studies. Член Совета по международным отношениям.
Член редколлегий Security Studies, Journal of Contemporary China, Journal of Cold War Studies, Issues and Studies, Asia Policy, Journal of Chinese Political Science.
Автор статей в World Politics, The China Quarterly, International Security, Security Studies, Orbis, Foreign Affairs, Foreign Policy, The National Interest, Asian Survey.
Его работы переводились на другие языки.

## Публикации
- Strategic Adjustment and the Rise of China: Power and Politics in East Asia (2017)
- China in the Era of Xi Jinping: Domestic and Foreign Policy Challenges (2016)
- Chinese Security Policy: Structure, Power, and Politics (Routledge, 2009)
- China’s Ascent: Power, Security, and the Future of International Politics (Cornell University Press, 2008)
- New Directions in the Study of Chinese Foreign Policy (Stanford University Press, 2006)
- Negotiating Cooperation: U.S.-China Relations, 1969—1989 (1995)
- The Indochina Tangle: China’s Vietnam Policy, 1975—1979 (1988)